# Phytoecia caerulea
Phytoecia caerulea är en skalbaggsart som först beskrevs av Giovanni Antonio Scopoli 1772.  Phytoecia caerulea ingår i släktet Phytoecia, och familjen långhorningar. Arten har ej påträffats i Sverige.

## Bildgalleri

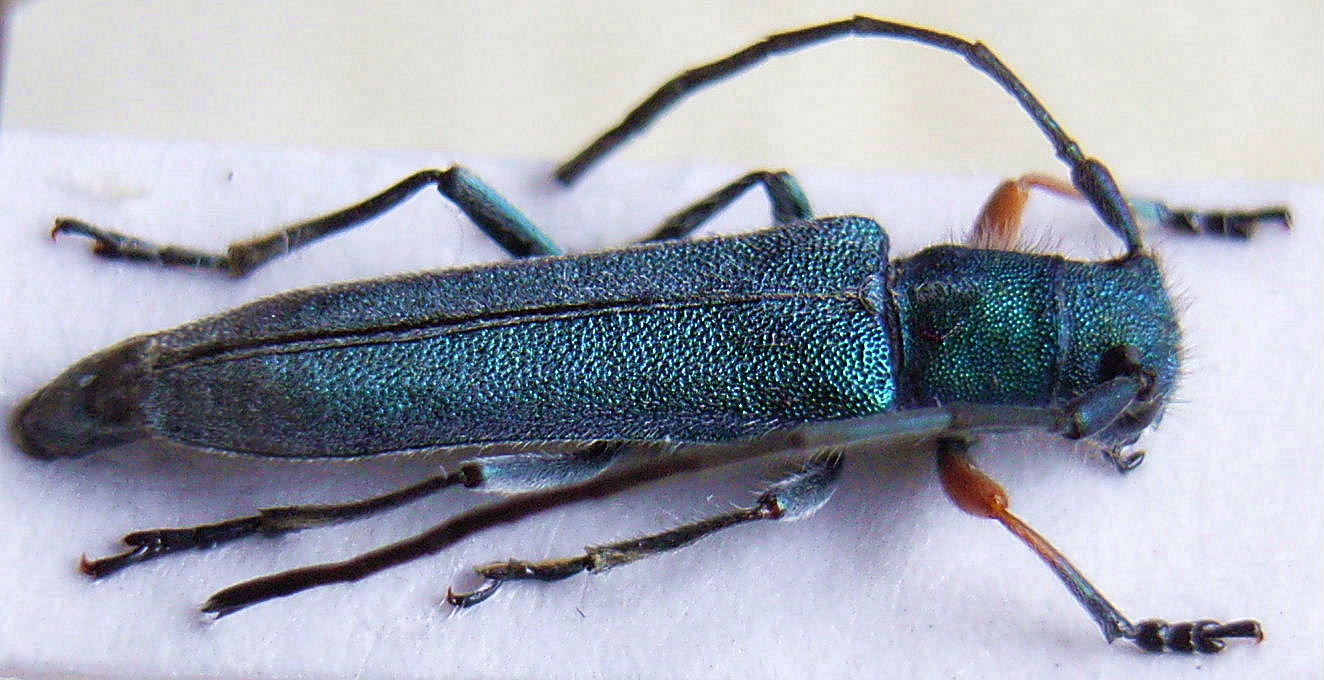